# Medeopteryx
Medeopteryx — рід жуків родини світлякових (Lampyridae). Включає 25 видів.

## Поширення
Поширені в Австралії та Новій Гвінеї, один вид — на Філіппінах. У 2023 році ще чотири нових види виявлено у Таїланді.

## Опис
Довжина тіла близько 1 см. Основне забарвлення жовтувато-коричневе. Розвинений кліпеолабральний шов, лабрум слабо склеротизований, рухливий; задньобокові кути пронотуму округлі; вентрит V7 тривиїмчастий; черевні вентрити з вигнутими задніми краями.

## Види
- Medeopteryx alacauda Sriboonlert, Swatdipong, and Sartsanga
- Medeopteryx amilae  (Satô, 1976)
- Medeopteryx antennata  (E. Olivier, 1885)
- Medeopteryx clipeata Ballantyne & Lambkin, 2013
- Medeopteryx corusca  (Ballantyne, 1987)
- Medeopteryx cribellata  (E. Olivier, 1892)
- Medeopteryx effulgens  (Ballantyne, 1987)типовий
- Medeopteryx elucens  (Ballantyne, 1987)
- Medeopteryx flagrans  (Ballantyne, 1987)
- Medeopteryx fraseri Nada, 2019
- Medeopteryx fulminea  (Ballantyne, 1987)
- Medeopteryx hanedai  (Ballantyne in Ballantyne & McLean, 1970)
- Medeopteryx hongkongensis Yiu, 2017[3]
- Medeopteryx incisura Sriboonlert, Swatdipong, and Sartsanga
- Medeopteryx isaanensis Sriboonlert, Swatdipong, and Sartsanga
- Medeopteryx maehongsonensis Sriboonlert, Swatdipong, and Sartsanga
- Medeopteryx platygaster  (Lea, 1909)
- Medeopteryx pupilla  (E. Olivier, 1892)
- Medeopteryx semimarginata (Olivier, 1883)
- Medeopteryx similisantennata  (Ballantyne, 1987)
- Medeopteryx similispupillae Ballantyne & Lambkin, 2013
- Medeopteryx sublustris  (Ballantyne, 1987)
- Medeopteryx tarsalis  (E. Olivier, 1885
- Medeopteryx timida (Olivier, 1883)